# Pomnik Armii Krajowej i Polskiego Państwa Podziemnego w Warszawie
Pomnik Armii Krajowej i Polskiego Państwa Podziemnego w Warszawie – monument zaprojektowany przez Jerzego Staniszkisa, znajdujący się przy ul. Wiejskiej róg ul. Jana Matejki w Warszawie, naprzeciw kompleksu budynków Sejmu Rzeczypospolitej Polskiej.

## Historia
Kolejne inicjatywy upamiętnienia roli Armii Krajowej i Polskiego Państwa Podziemnego nigdy nie doczekały się w czasach PRL realizacji satysfakcjonującej środowiska niepodległościowe i niezależną opinię publiczną. Pomysł wybudowania godnego pomnika AK w Warszawie powstał już w 1989 roku. Po wieloletnich staraniach o jego lokalizację, gromadzeniu funduszy i kilku konkursach na projekt, ostatecznie wybrano projekt Jerzego Staniszkisa.
Projekt pomnika powstał w efekcie dwóch konkursów ogłoszonych przez Stowarzyszenie Architektów Polskich w latach 1993 i 1997 na zlecenie Komitetu Budowy Pomnika Mauzoleum Armii Krajowej, który powołano w 1990 roku.
Kamień węgielny wmurowano 2 sierpnia 1994 roku, a odsłonięcie nastąpiło 10 czerwca 1999 roku. Uroczystego odsłonięcia dokonał marszałek Sejmu Maciej Płażyński. Uroczystość została poprzedzona mszą świętą celebrowaną przez Prymasa Polski Kardynała Józefa Glempa, a 11 czerwca tego roku pomnik poświęcił papież Jan Paweł II.
Pomnik jest miejscem obchodów rocznic wybuchu powstania warszawskiego i odzyskania niepodległości.

## Opis
Abstrakcyjna konstrukcja przestrzenno-architektoniczna ma postać obelisku o wysokości 32 metrów, który jest obłożony płytami włoskiego granitu w kolorze jasnoszarym. Memoriał jest wykonany z granitu strzegomskiego. Umieszczone są na nim nazwy wszystkich instytucji i przywódców Polski Podziemnej.

## Interpretacja
Pomnik będący hołdem dla wszystkich kombatantów AK jest swoistym darem narodu polskiego, który ma przypominać o etosie i bohaterstwie ludzi tworzących struktury Podziemnego Państwa Polskiego oraz o konieczności ponoszenia największych ofiar dla dobra Ojczyzny. „Pomnik Polskiego Państwa Podziemnego to symbol polskiej państwowości, symbol polskiego państwa z czasów, gdy wydawało się, że polskiego państwa już nie było” – mówił ówczesny marszałek Sejmu Grzegorz Schetyna w czasie uroczystości z okazji 66. rocznicy wybuchu powstania warszawskiego.
Lokalizacja w pobliżu Sejmu ma symbolizować ciągłość państwa polskiego, którego najważniejsze instytucje, mimo okupacji, ani na jeden dzień nie przerwały swojej działalności. Wyraża on także ciągłość ideałów, o które walczyła AK.
Z racji tego, że konstrukcja pomnika jest abstrakcyjna, jego interpretacja może być różna – skrzydło ptaka, które odwiecznie symbolizuje upragnioną wolność, lub bastion twierdzy. Forma pomnika została „wywiedziona z klasycznego obelisku, a dzięki opływowej linii architektura w tym konkretnym przypadku staje się tradycyjną formą rzeźbiarską”.